# Vnimanie, čerepacha!
Vnimanie, čerepacha! (Внимание, черепаха!) è un film del 1970 diretto da Rolan Antonovič Bykov.